# Öregrunds kyrka
Öregrunds kyrka är en kyrkobyggnad i Öregrund i Uppsala stift och tillhör Öregrund-Gräsö församling. Kyrkan ligger på ett näs nära Öregrunds hamn. På en höjd söder om kyrkan står en rödmålad spånbeklädd klockstapel som är 18 meter hög. Stapelns huv kröns av en flöjel med årtalet 1736 vilket sannolikt är det år man påbörjade reparationer av en tidigare klockstapel som uppfördes 1690 och brändes ned vid rysshärjningarna 1719. På stapelns sidor finns urtavlor. Lillklockan göts 1650 av Gorgen Putensen i Stockholm. Storklockan göts 1752 av Gerhard Meyer i Stockholm.

## Kyrkobyggnaden
Kyrkan består av rektangulärt långhus med rakt avslutat korparti, sakristia i norr och vapenhus i söder. Den vitputsade kyrkan är uppförd av natursten med inblandning av tegel. Kyrkorummet nås via vapenhuset. Innerväggarna är putsade och vitkalkade. Kyrkorummet täcks av ett platt trätak. Äldre kalkmålningar saknas.

### Tillkomst och ombyggnader
Kyrkan uppfördes efter att Öregrund grundlades 1491, och bestod ursprungligen av det nuvarande långhuset. Vapenhuset tillkom troligen senare. I slutet av 1600-talet utvidgades vapenhuset åt väster för att rymma ett gravkor för ätten Brask. Gravkoret, som stod färdigt 1691, utrymdes 1820 och fungerar numera som förråd. 
Kyrkan eldhärjades vid stadsbränderna 1652 och 1719. Senaste branden uppkom i samband med rysshärjningarna då kyrktaket, sakristian och vapenhuset raserades. Nuvarande sakristia uppfördes 1734 - 1737 i samband med reparationer efter branden 1719. 1763 - 1764 förnyades stora delar av inredningen, bland annat tillkom ny altaruppsats och läktare. Vidare tillkom sluten bänkinredning, som ersattes av öppna bänkar på 1890-talet.

### 1900-talet
År 1914 restaurerades kyrkan under ledning av arkitekten Anders Roland. Läktaren sänktes, interiören vitkalkades och inredningen målades och renoverades. Vidare byggdes en värmekammare på sakristians västra sida. 1968 gjordes en del underhållsarbeten, varvid bänkarna, läktarbarriärer och altarrundeln reparerades och målades.

## Inventarier
- Ett altarskåp från mitten av 1400-talet är placerat vid långhusets södra vägg. Skåpet är en gåva 1664 från Klara kyrka.
- I kyrkans västra del hänger två votivskepp från 1700-talet.
- Nuvarande altaruppsats av snidat, målat och förgyllt trä tillkom 1763.
- Predikstolen är tillverkad år 1729 av bildhuggaren Johan Pouset och är placerad mot norra korväggen. Predikstolen är av snidat och målat trä, med förgyllda ornament, har ett ljudtak samt en trappa med portal.
- Nuvarande orgel tillkom 1996 och har 17 stämmor och är byggd av Ålems Orgelverkstad och ersatte en tidigare orgel från 1914 som byggdes av okänd byggherre. Ursprungliga orgeln var från 1836 och byggdes av Pehr Gullbergson.
- 1991 fick kyrkan en ljusbärare i gåva. Ljusbäraren har formen av ett ankare och är utförd av konstnären Lars Mattsson.
- Nuvarande dopfunt i granit är tillverkad på 1960-talet.
- 2005 invigdes den nya dopskålen i silver, ritad och utförd av bankkamrer Jan Norstedt på uppdrag av kyrkan.

## Bildgalleri

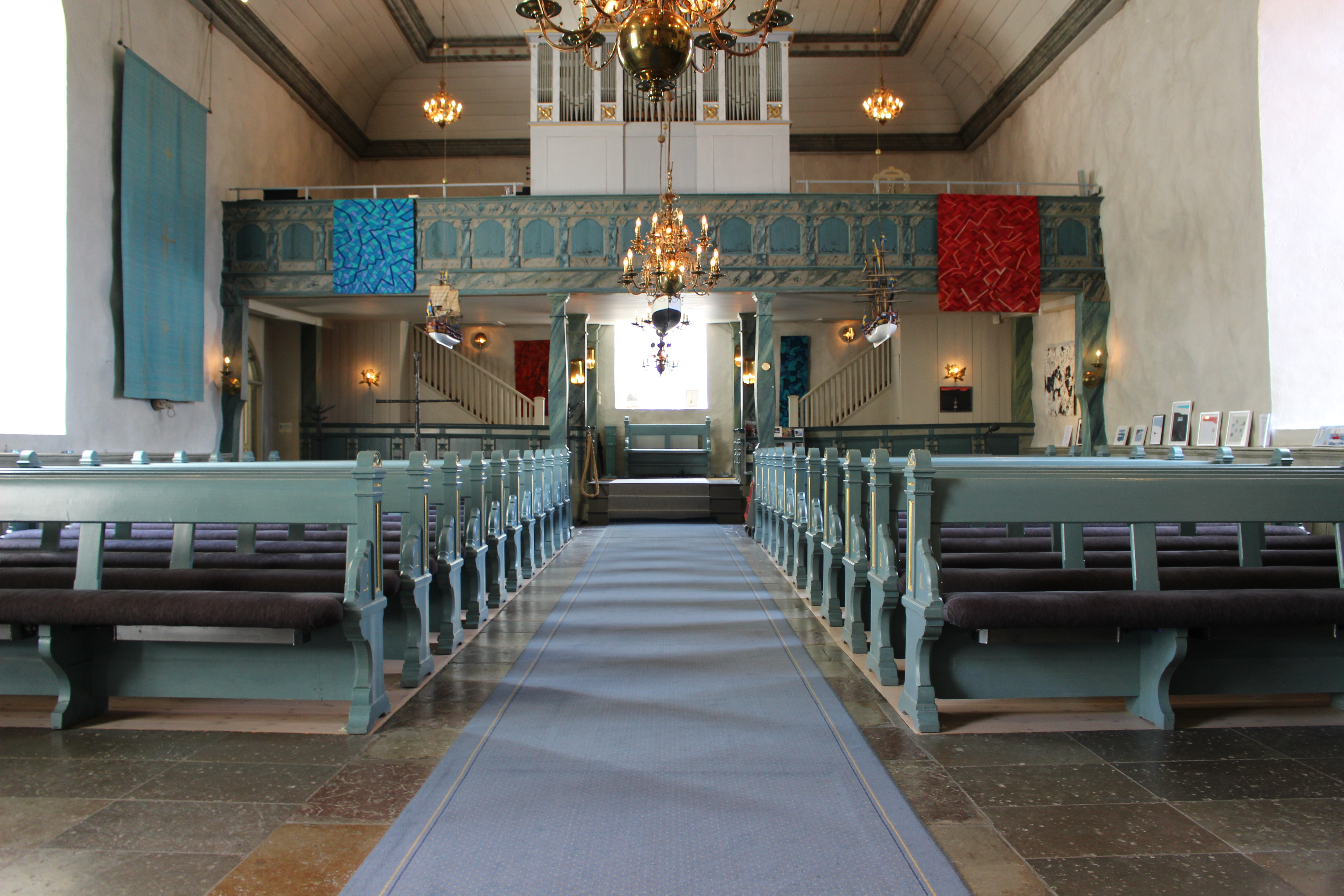
Kyrkorum mot väster
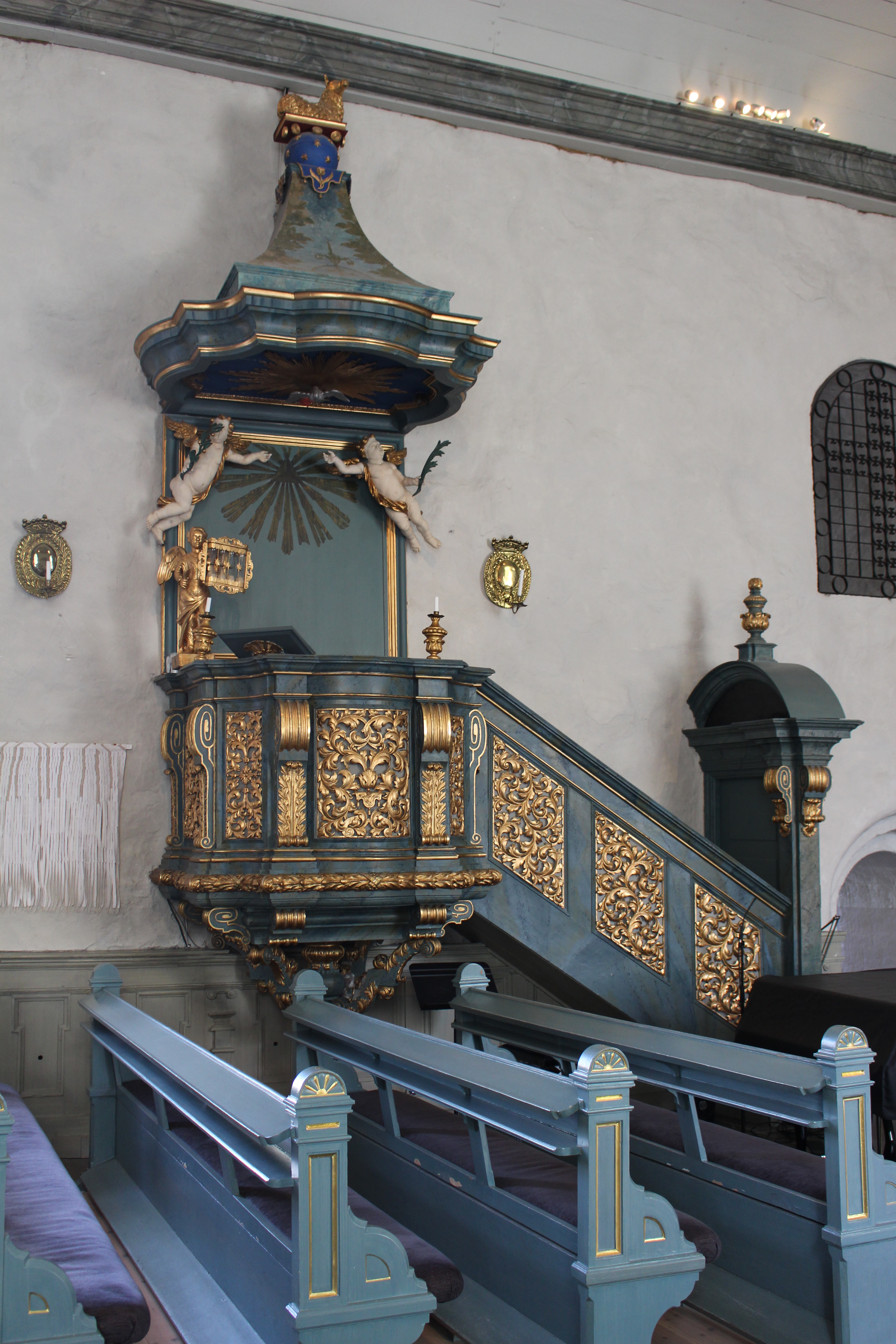
Predikstol
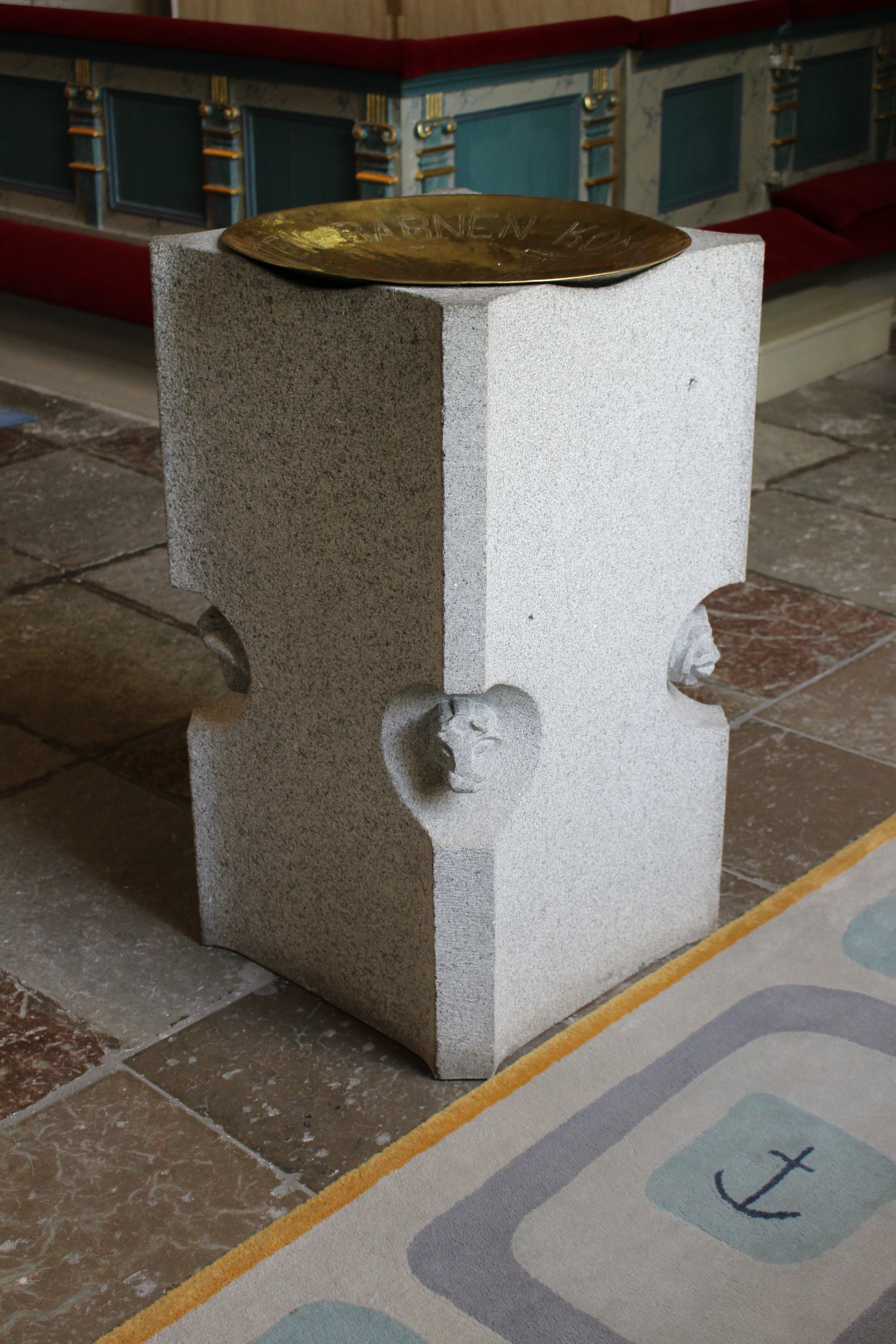
Dopfunt
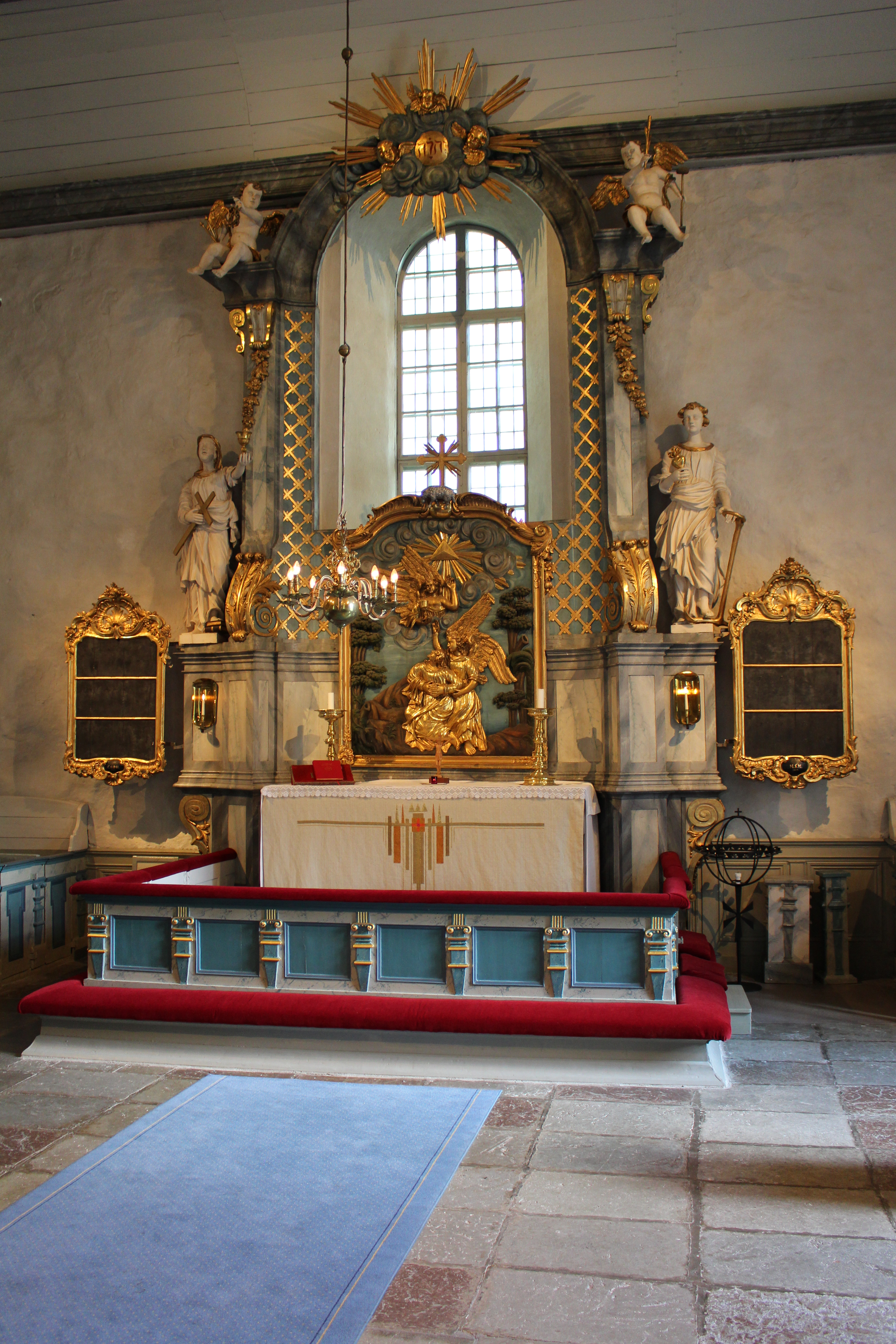
Altare
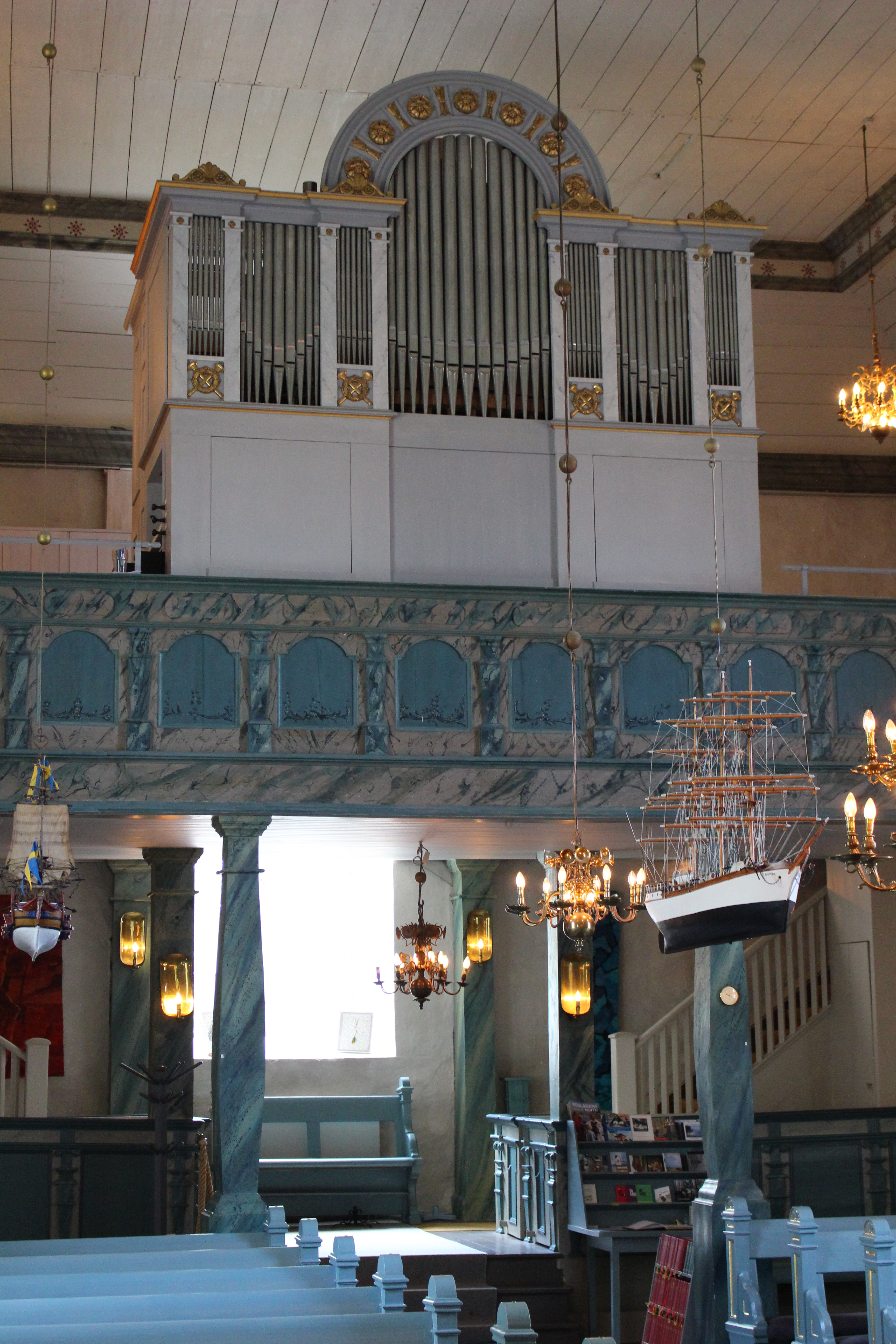
Orgel
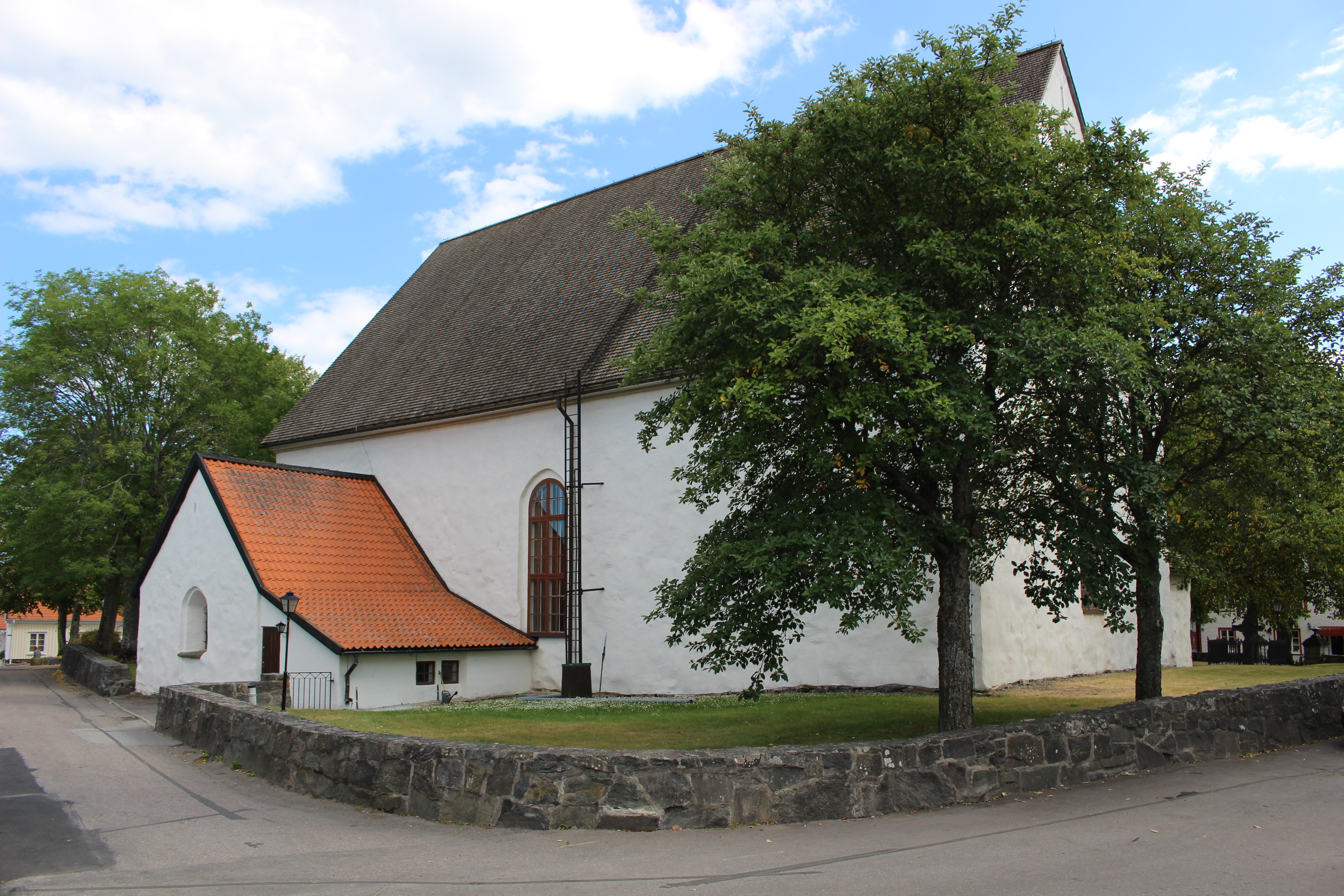
Kyrkan med sakristia från nordväst.
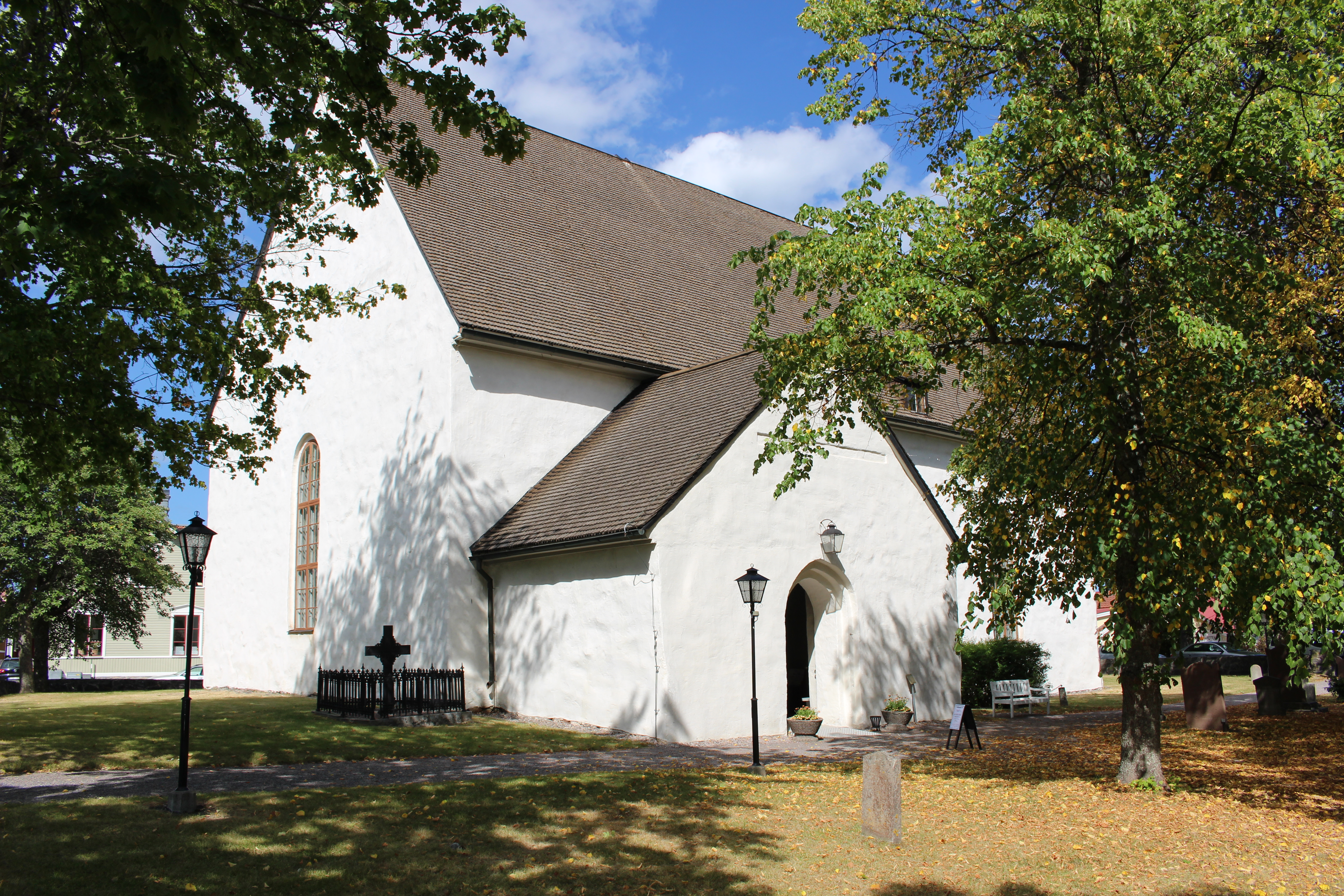
Kyrkan med vapenhus från sydväst.
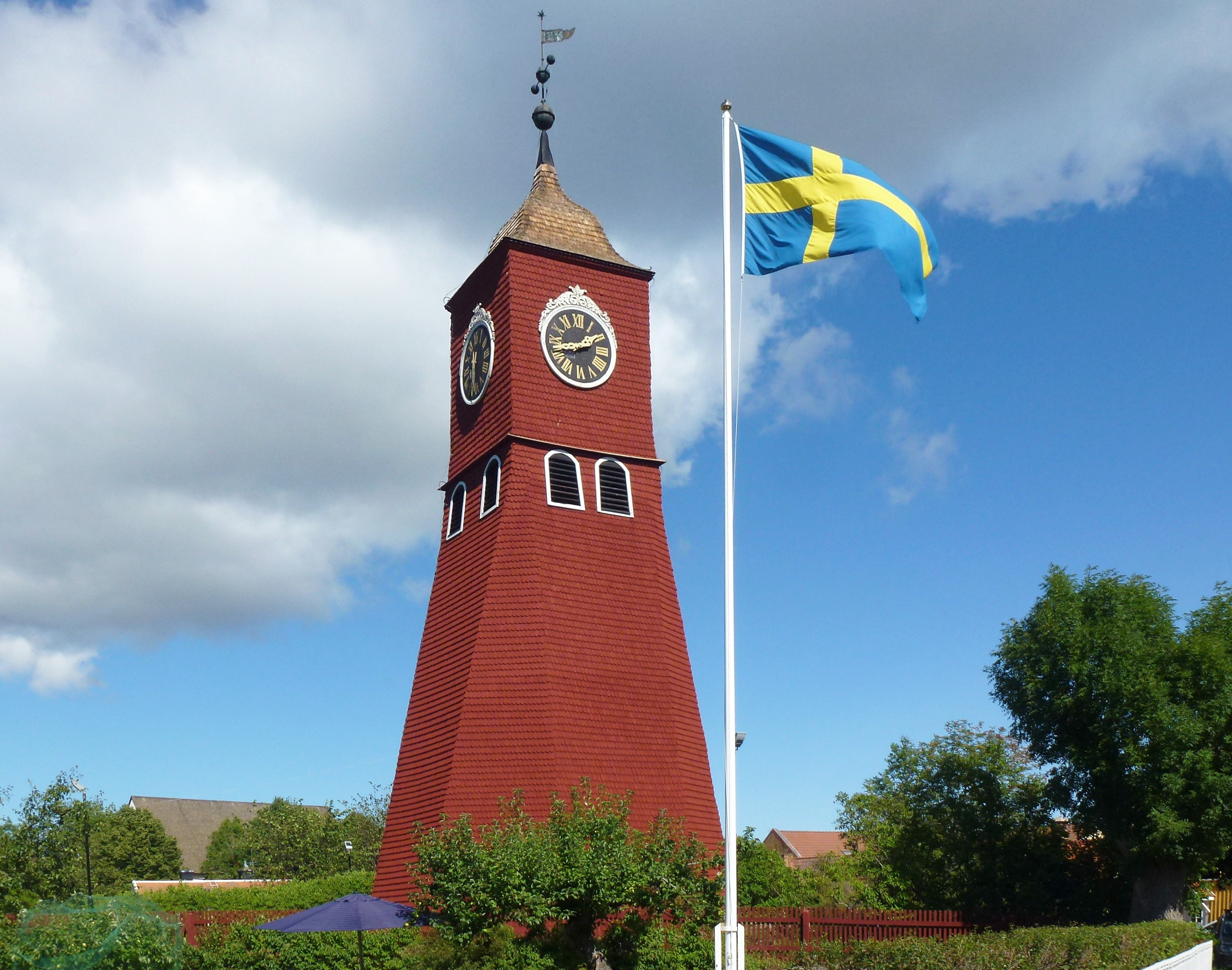
Klockstapeln

### Webbkällor
- byggnadspresentation
- www.roslagen.se
- Församlingen informerar om kyrkan